# Elecciones generales de las Islas Malvinas de 2013
Las elecciones generales de las Islas Malvinas de 2013 se celebraron el 7 de noviembre de 2013 con el objetivo de renovar cada una de las 8 bancas (3 del Camp y 5 de Stanley) de la Asamblea Legislativa de las islas Malvinas. Sólo los candidatos independientes participaron en la elección ya que no existen los partidos políticos en las Malvinas.

## Resultados
Miembros titulares están en cursiva.
| Elecciones generales de las Islas Malvinas de 2013 |                                        |       |       |
| Escrutinio definitivo: Stanley                     |                                        |       |       |
| Candidato                                          | Partido                                | Votos | %     |
| Michael Poole                                      | Independiente                          | 957   | 20,15 |
| Barry Elsby                                        | Independiente                          | 893   | 18,80 |
| Gavin Short                                        | Independiente                          | 844   | 17,77 |
| Mike Summers                                       | Independiente                          | 719   | 15,14 |
| Jan Cheek                                          | Independiente                          | 333   | 7,01  |
| Teslyn Barkman                                     | Independiente                          | 292   | 6,15  |
| John Birmingham                                    | Independiente                          | 285   | 6,00  |
| Norman Besley-Clark                                | Independiente                          | 148   | 3,12  |
| Norman Clarke                                      | Independiente                          | 249   | 5,72  |
| Candy Blackley                                     | Independiente                          | 138   | 2,91  |
| Lynda Buckland                                     | Independiente                          | 96    | 2,02  |
| Faith Felton                                       | Independiente                          | 45    | 0,95  |
| Total de votos/Participación electoral             | Total de votos/Participación electoral | 4.750 | 75,4  |
| Fuente: Elecciones Islas Malvinas                  |                                        |       |       |
| Escrutinio definitivo: Camp                        |                                        |       |       |
| Phyllis Rendell                                    | Independiente                          | 204   | 30,22 |
| Roger Edwards                                      | Independiente                          | 162   | 24,00 |
| Ian Hansen                                         | Independiente                          | 129   | 19,11 |
| Melanie Gilding                                    | Independiente                          | 124   | 18,37 |
| Sharon Halford                                     | Independiente                          | 56    | 8,30  |
| Total de votos/Participación electoral             | Total de votos/Participación electoral | 675   | 85,4  |
| Fuente: Elecciones Islas Malvinas                  |                                        |       |       |